# John Lehman
Pour les articles homonymes, voir Lehman.
John F. Lehman, Jr., né le 4 septembre 1942, est un banquier d'investissement et écrivain américain qui occupe la place de secrétaire à la Marine des États-Unis (Secretary of the Navy) sous l'administration Reagan où il préconise le plan d'une marine de 600 navires. 
En 2003, il est l'un des membres de la Commission nationale sur les attaques terroristes contre les États-Unis  (the 9/11 Commission).

## Œuvres
- On Seas of Glory : Heroic Men, Great Ships, and Epic Battles of the American Navy
- Command of the Seas - Building the 600 Ship Navy, Charles Scribner's Sons, New York, 1988  464 p  (ISBN 0-68418995X)